# Открытый чемпионат Австрии по теннису среди женщин
Открытый чемпионат Австрии по теннису (также известен как Открытый чемпионат Штирии в годы проведения в Мариа-Ланковиц, Гран-при Вены и под спонсорскими названиями Citroen Cup, Egger Tennis Festival и UNIQA Grand Prix) — международный профессиональный женский теннисный турнир, проводившийся в различных городах Австрии) с 1968 по 2004 год.

## История
На протяжении большей части своей истории Открытый чемпионат Австрии проводился в летние месяцы (между Уимблдонским турниром и Открытым чемпионатом США, реже — в конце весны или начале осени) на грунтовых кортах. Основным местом проведения турнира служил Кицбюэль; чемпионат также принимали Брегенц, Пёрчах-ам-Вёртер-Зе, Мариа-Ланковиц, Клагенфурт, а в последние годы проведения столица Австрии Вена. За более чем 30 лет существования турнир прерывался в общей сложности на четыре года в 1980-е годы.
С 1990 года Открытый чемпионат Австрии был включён в сетку WTA-тура вначале как турнир IV категории, а с 1999 года и до последнего года проведения как турнир III категории. В 2004 году призовой фонд чемпионата составил 170 тысяч долларов при турнирной сетке, рассчитанной на 30 участниц в одиночном разряде и 16 пар. После перерыва, в течение которого в Австрии проводился только чемпионат Австрии в помещениях в Линце, в 2007 году в календаре вновь появился летний грунтовый турнир в Австрии, местом проведения которого стал Бадгастайн.

## Победительницы и финалистки
Австрийский турнир на всём своём протяжении был популярен как среди австрийских и западногерманских теннисисток, так и среди представительниц восточноевропейских стран. Рекордсменкой Открытого чемпионата Австрии по количеству завоёванных титулов была румынка Вирджиния Рузичи, четырежды побеждавшая в одиночном разряде и дважды в парах. Четыре титула — по два в одиночном и парном разрядах — у представлявшей ФРГ Клаудии Коде-Кильш, а аргентинка Паола Суарес к трём победам в парах добавила один титул в одиночном разряде.
Среди двукратных победительниц в одиночном разряде две представительницы Германии и одна хозяйка корта (Барбара Шетт), а также теннисистки из Испании и Израиля. 
Помимо Шетт в одиночном разряде Открытый чемпионат Австрии выигрывали ещё две представительницы страны-организатора — Юдит Визнер (также трижды проигрывавшая в финале) и Барбара Паулюс. Все успехи австриек в одиночном разряде приходятся на вторую половину 1990-х годов. В парах титул завоёвывали две представительницы Австрии.
Помимо румынки Рузичи, в Австрии побеждали в одиночном разряде представительницы Чехословакии (а позже независимых Чехии и Словакии) и Узбекистана, а в парном — СССР, Венгрии, Чехословакии, Югославии, независимых Чехии, Словакии и Украины.

### Одиночный разряд
| Год                 | Победительница                  | Финалистка                      | Счёт в финале   |
| ------------------- | ------------------------------- | ------------------------------- | --------------- |
| Пёрчах-ам-Вёртер-Зе |                                 |                                 |                 |
| 1968                | Винни Шо                        | Элена Субиратс                  | 6-1, 7-5        |
| Кицбюэль            |                                 |                                 |                 |
| 1969                | Джуди Тегарт                    | Пат Уокден                      | 8-6, 6-2        |
| 1970                | Хельга Ниссен                   | Ивонн Гулагонг                  | 7-5, 6-3        |
| 1971                | Билли-Джин Кинг                 | Лаура Россув                    | 6-2, 4-6, 7-5   |
| 1972                | Катя Эббингхауз                 | Марейке Схар                    | 7-5, 6-3        |
| 1973                | Ивонн Гулагонг / Ольга Морозова | Ивонн Гулагонг / Ольга Морозова | не окончен      |
| 1974                | Мирка Кожелугова                | Мима Яушовец                    | 6-3, 6-0        |
| 1975                | Сью Баркер                      | Пэм Тигарден                    | 6-4, 6-4        |
| 1976                | Венди Тёрнбулл                  | Вирджиния Рузичи                | 6-4, 5-7, 6-2   |
| 1977                | Рената Томанова                 | Катя Эббингхауз                 | 6-3, 7-5        |
| 1978                | Вирджиния Рузичи                | Сильвия Ханика                  | 6-4, 6-3        |
| 1979                | Гана Мандликова                 | Сильвия Ханика                  | 2-6, 7-5, 6-3   |
| 1980                | Вирджиния Рузичи (2)            | Гана Мандликова                 | 3-6, 6-1, отказ |
| 1981                | Клаудиа Коде-Кильш              | Сильвия Ханика                  | 7-5, 7-6        |
| 1982                | Вирджиния Рузичи (3)            | Леа Плхова                      | 6-2, 6-2        |
| 1983                | Паскаль Паради                  | Петра Хубер                     | 3-6, 6-3, 6-2   |
| 1984                | Не проводился                   | Не проводился                   | Не проводился   |
| Брегенц             |                                 |                                 |                 |
| 1985                | Вирджиния Рузичи (4)            | Мима Яушовец                    | 6-2, 6-3        |
| 1986                | Сандра Чеккини                  | Мариана Перес-Рольдан           | 6-4, 6-0        |
| 1987— 1989          | Не проводился                   | Не проводился                   | Не проводился   |
| Кицбюэль            |                                 |                                 |                 |
| 1990                | Клаудиа Коде-Кильш (2)          | Рейчел Маккуиллан               | 7-6, 6-4        |
| 1991                | Кончита Мартинес                | Юдит Визнер                     | 6-1, 2-6, 6-3   |
| 1992                | Кончита Мартинес (2)            | Мануэла Малеева-Франьер         | 6-0, 3-6, 6-2   |
| 1993                | Анке Хубер                      | Юдит Визнер                     | 6-4, 6-1        |
| Мариа-Ланковиц      |                                 |                                 |                 |
| 1994                | Анке Хубер (2)                  | Юдит Визнер                     | 6-3, 6-3        |
| 1995                | Юдит Визнер                     | Руксандра Драгомир              | 7-64, 6-3       |
| 1996                | Барбара Паулюс                  | Сандра Чеккини                  | без игры        |
| 1997                | Барбара Шетт                    | Генриета Надьова                | 3-6, 6-2, 6-3   |
| 1998                | Патти Шнидер                    | Гала Леон-Гарсия                | 6-2, 4-6, 6-3   |
| Пёрчах-ам-Вёртер-Зе |                                 |                                 |                 |
| 1999                | Карина Габшудова                | Сильвия Талая                   | 2-6, 6-4, 6-4   |
| Клагенфурт          |                                 |                                 |                 |
| 2000                | Барбара Шетт (2)                | Патти Шнидер                    | 5-7, 6-4, 6-4   |
| Вена                |                                 |                                 |                 |
| 2001                | Ирода Туляганова                | Патти Шнидер                    | 6-3, 6-2        |
| 2002                | Анна Смашнова                   | Ирода Туляганова                | 6-4, 6-1        |
| 2003                | Паола Суарес                    | Каролина Шпрем                  | 7-60, 2-6, 6-4  |
| 2004                | Анна Смашнова (2)               | Алисия Молик                    | 6-2, 3-6, 6-2   |

### Парный разряд
| Год  | Победительницы                         | Финалистки                        | Счёт в финале |
| ---- | -------------------------------------- | --------------------------------- | ------------- |
| 1990 | Радка Зрубакова Петра Лангрова         | Патрисия Тарабини Сандра Чеккини  | 6-0, 6-4      |
| 1991 | Николь Мунс-Ягерман Беттина Фулко      | Патрисия Тарабини Сандра Чеккини  | 7-5, 6-4      |
| 1992 | Алексия Дешон-Баллере Флоренсия Лабат  | Аманда Кётцер Вильтруд Пробст     | 6-3, 6-3      |
| 1993 | Ли Фан Доминик Монами                  | Майя Мурич Павлина Райзлова       | 6-2, 6-1      |
| 1994 | Патрисия Тарабини Сандра Чеккини       | Карина Габшудова Александра Фусаи | 7-5, 7-5      |
| 1995 | Андреа Темешвари Сильвия Фарина        | Вильтруд Пробст Александра Фусаи  | 6-2, 6-2      |
| 1996 | Жанетта Гусарова Наталья Медведева     | Ленка Ценкова Катержина Крупова   | 6-4, 7-5      |
| 1997 | Гелена Вилдова Ева Мелихарова          | Радка Бобкова Вильтруд Пробст     | 6-2, 6-2      |
| 1998 | Лаура Монтальво Паола Суарес           | Тина Крижан Катарина Среботник    | 6-1, 6-2      |
| 1999 | Карина Габшудова Сильвия Фарина (2)    | Ольга Лугина Лаура Монтальво      | 6-4, 6-4      |
| 2000 | Лаура Монтальво (2) Паола Суарес (2)   | Барбара Шетт Патти Шнидер         | 7-65, 6-1     |
| 2001 | Паола Суарес (3) Патрисия Тарабини (2) | Ленка Немечкова Ванесса Хенке     | 6-4, 6-2      |
| 2002 | Патриция Вартуш Петра Мандула          | Ясмин Вёр Барбара Шварц           | 6-2, 6-4      |
| 2003 | Ли Тин Сунь Тяньтянь                   | Чжэн Цзе Янь Цзы                  | 6-3, 6-4      |
| 2004 | Мартина Навратилова Лиза Реймонд       | Кара Блэк Ренне Стаббс            | 6-2, 7-5      |